# Ulica Mikołaja Kopernika w Warszawie

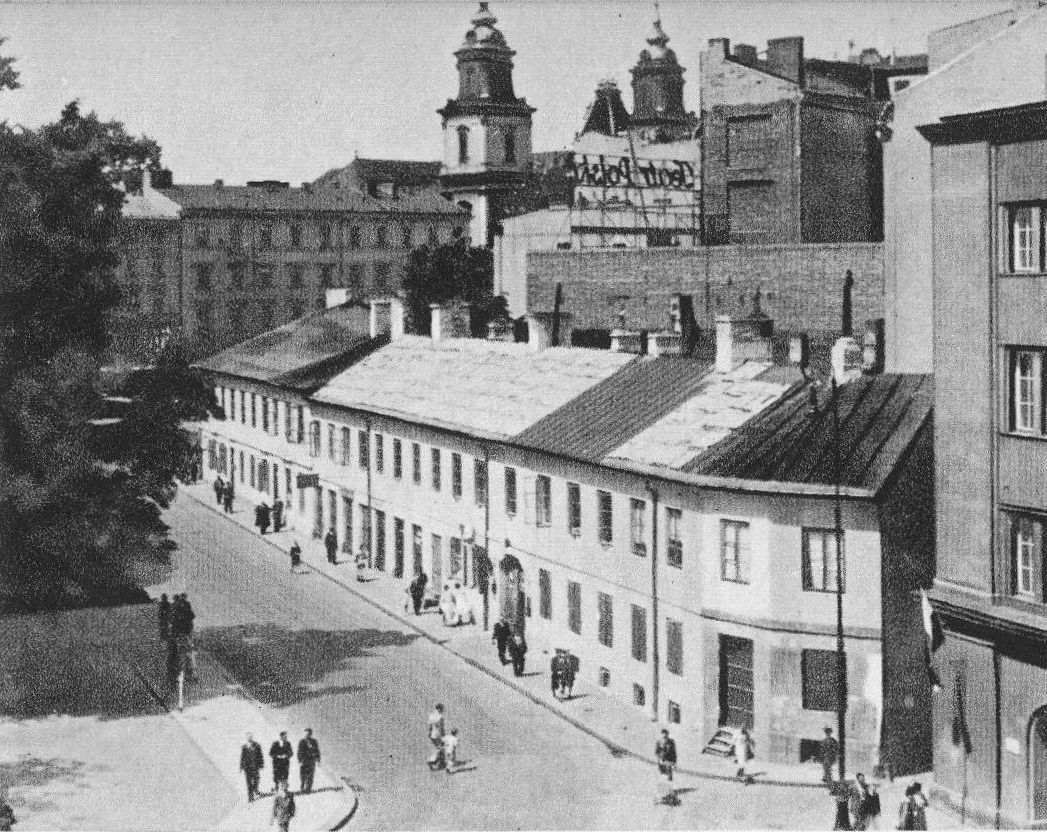
Ulica Kopernika przed 1939

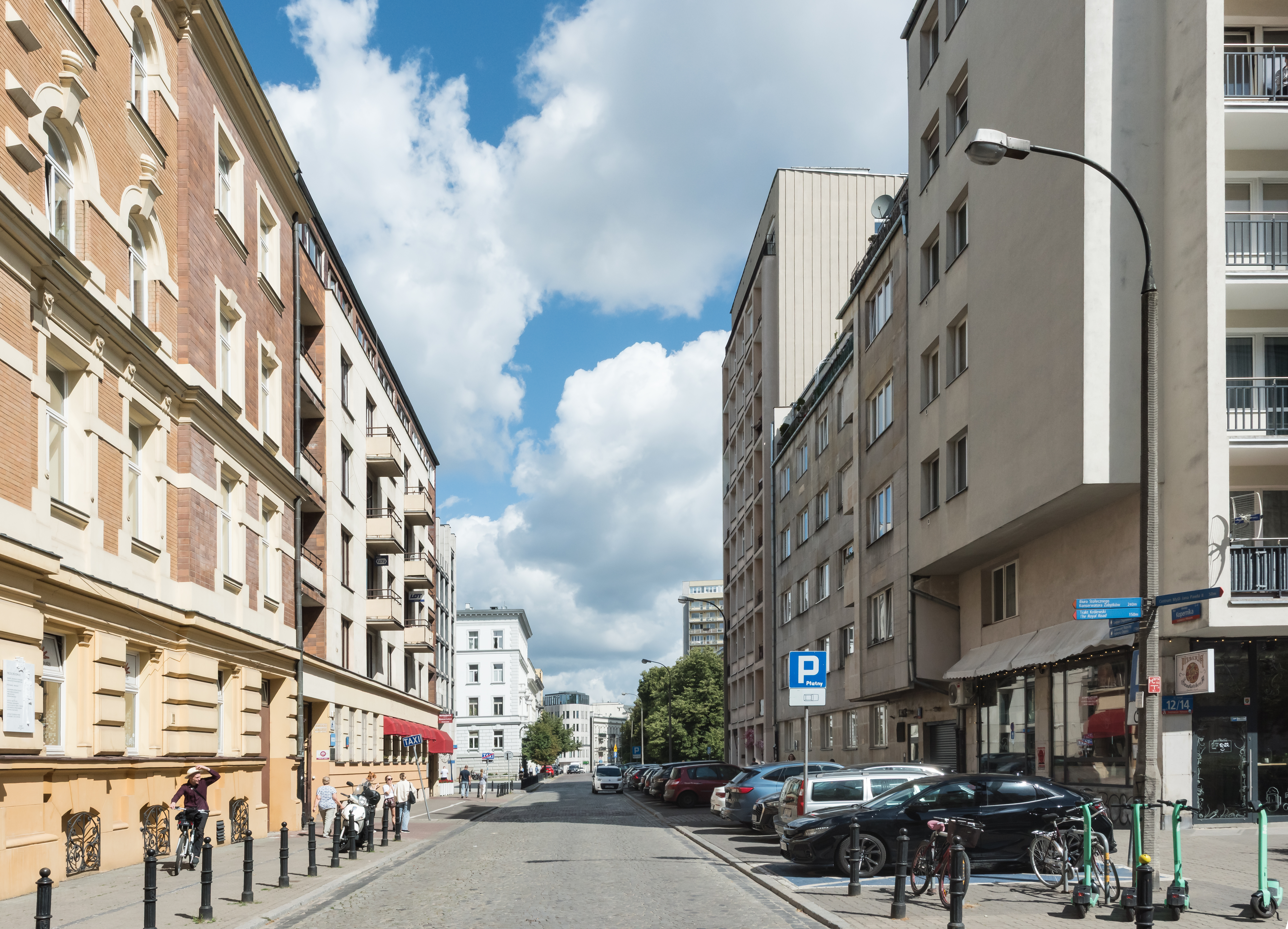
Ulica przy ulicy Foksal (2024)

Ulica Mikołaja Kopernika – ulica w dzielnicy Śródmieście w Warszawie.

## Historia
W 1670 Aleksander Zasławski założył jurydykę przy drodze Zjawienie; od jego imienia jurydykę nazwano Aleksandrią. Droga stała się główną ulicą jurydyki i również uzyskała nazwę Aleksandria. Jej szeroki odcinek pełnił także funkcję rynku. Ulice Aleksandria  i Wróbla (odcinek od Foksal do Ordynackiej) w 1907 roku zostały połączone w jedną ulicę, której nadano nazwę Mikołaja Kopernika.
W XVIII wieku w okolicy znajdowało się 7 murowanych domów i 12 drewnianych dworków oraz ocalałe z pożaru w 1788 skrzydło pałacu księcia de Nassau. Następnie przy Aleksandrii miał swoją rezydencję i sklepy Seweryn Uruski. W latach 1874–1875 przy ulicy zbudowano szpital dla dzieci. 
Na początku XX wieku przy ulicy wzniesiono kilka wielopiętrowych domów, m.in. w 1911 budynek Centralnego Towarzystwa Rolniczego (nr 30). W latach 20. XX wieku zbudowano gmach zaprojektowany przez Antoniego Jawornickiego do pełnienia funkcji hotelowych, którego pierwszym właścicielem stał się Powszechny Zakład Ubezpieczeń Wzajemnych (nr 36/40).
Zabudowa ulicy ucierpiała w czasie obrony Warszawy we wrześniu 1939. 
W czasie powstania warszawskiego, na odcinku między ulicami Szczyglą i Foksal znajdowała się powstańcza barykada. Zabudowa ulicy została częściowo zniszczona w wyniku bombardowań Luftwaffe 6 września 1944.
Po II wojnie światowej przedłużono ulicę Świętokrzyską, łącząc ją z ulicą Kopernika (wcześniej kończyła się przy Nowym Świecie). Według koncepcji z początku lat 50. XX wieku ulica miała stanowić odciążenie Nowego Światu i przejąć ruch w kierunku północnym. W tym celu przewidziano jezdnię między Domem Partii i Muzeum Narodowym, która miała wiaduktem przechodzić nad Alejami Jerozolimskimi i dalej po wyburzeniu domów przy ul. Smolnej i Foksal przebiegać poszerzoną ulicą Kopernika, dalej po wyburzeniu szpitala dziecięcego dochodzić przy pomniku Kopernika do Krakowskiego Przedmieścia. 
W 2012 Rada Warszawy uściśliła brzmienie nazwy ulicy, zmieniając ją z Kopernika na Mikołaja Kopernika.
W 2013 w ciągu ulicy wybudowano dwa ronda – na skrzyżowaniach z ul. Tamka i z ul. Świętokrzyską.

## Ważniejsze obiekty
- Pomnik Mikołaja Kopernika
- Pałac Staszica
- Kamienica Władysława Marconiego (nr 15)
- Gmach Powszechnego Zakładu Ubezpieczeń Wzajemnych, dawniej siedziba CRZZ, a obecnie Centrali Ogólnopolskiego Porozumienia Związków Zawodowych (nr 36/40)
- Warszawskie Centrum Opieki Medycznej „Kopernik” (d. Warszawski Szpital dla Dzieci)
- Pomnik „Solidarności”
- Rezydencja Foksal

## Obiekty nieistniejące
- Kino Skarpa